# 鈴木APV
鈴木APV（日语：スズキ・APV）乃是日本鈴木公司自2004年起於日本研發、在印尼鈴木汽車組裝製造的商用廂型貨車，亦可供7或8人乘坐，主要銷售澳大利亞、東南亞（印尼、菲律賓、新加坡、汶萊、泰國、臺灣等）、拉丁美洲（智利、多明尼加、牙買加等）等市場。其中「APV」乃「All Purpose Vehicle（全用途車）」之縮寫，另外此款車換牌成三菱Maven。

## 歷史及概要
2004年 - 由於印尼當地基礎建設不足、路面狀況惡劣、容易淹水塌陷等，可容納較多乘客、車身較高的多功能休旅車或廂型車受到消費者青睞，故鈴木公司推出此款車。動力心臟為1.5L直列四缸SOHC G15A型或1.6L直列四缸SOHC G16A型引擎，可搭配五速手排或四速自排的變速系統。身負世界戰略車款的責任，這款車也外銷至東南亞、大洋洲、中東、非洲、中南美洲等市場。因應各地市場不同的特性，推出下述衍生車型：
- APV：2004年上市，屬於基本款。
- APV Arena：2007年11月上市，為小改款車型。
- Super Carry：2008年1月台灣上市，為APV的基本卡車車型。
- APV Luxury：2009年3月問世，可選配15英吋或17英吋的輪胎；2014年9月小改款。
- Mega Carry：2011年推出的Mega Carry乃是APV的卡車車型，等同於臺灣的Super Carry。

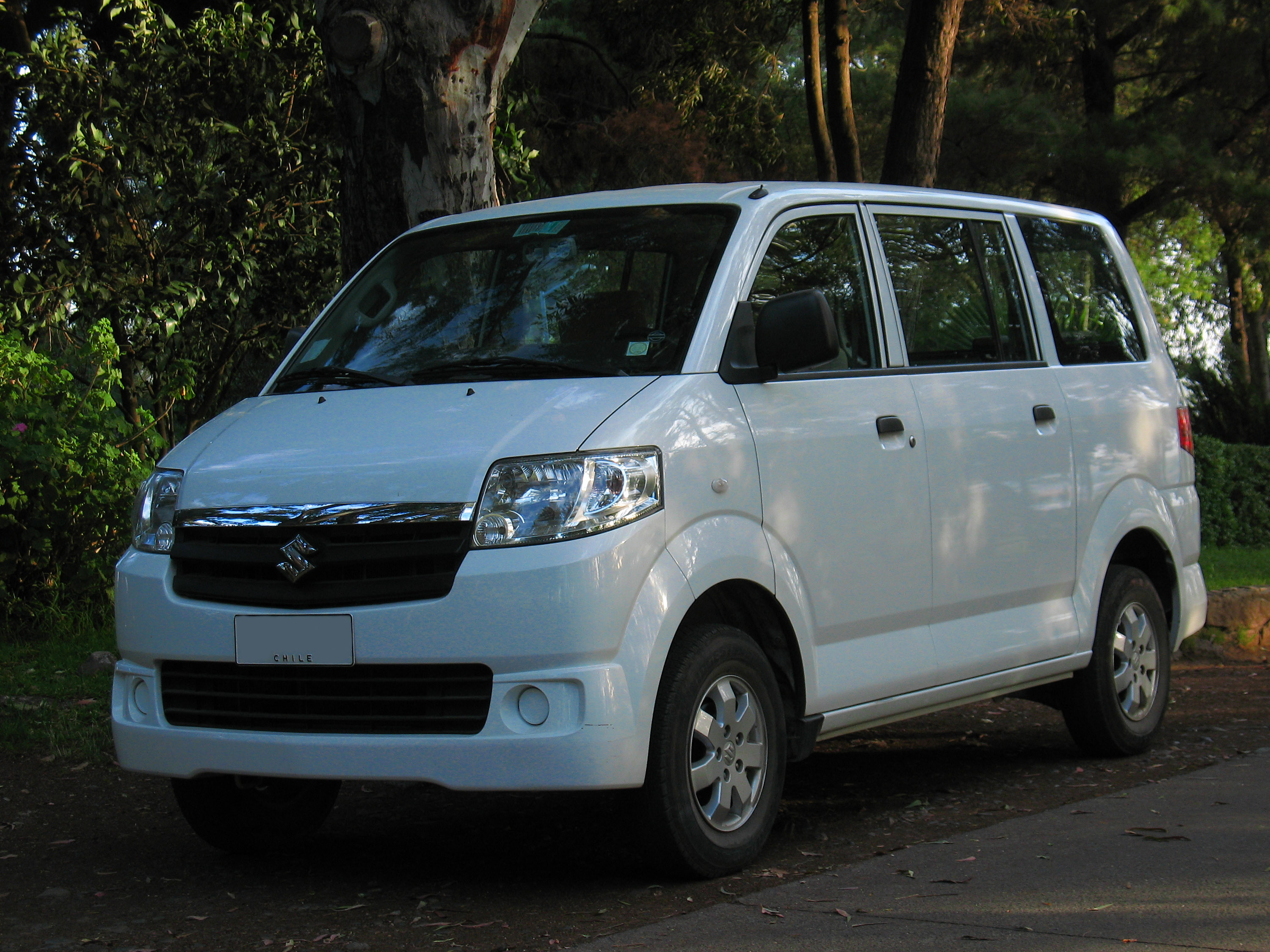
廂車型
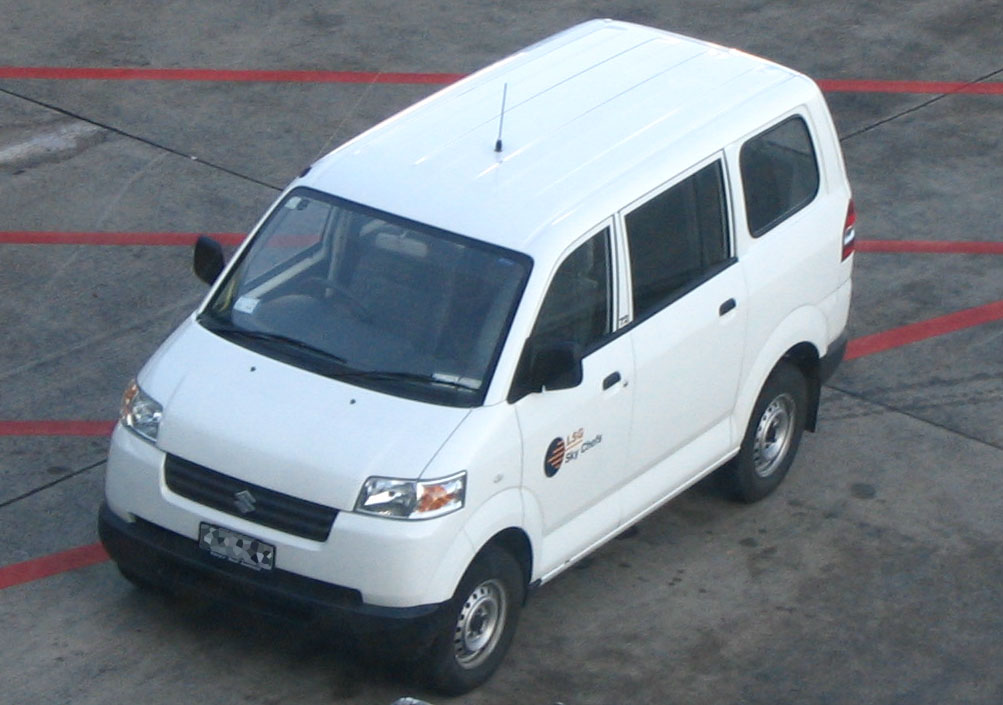
廂車型
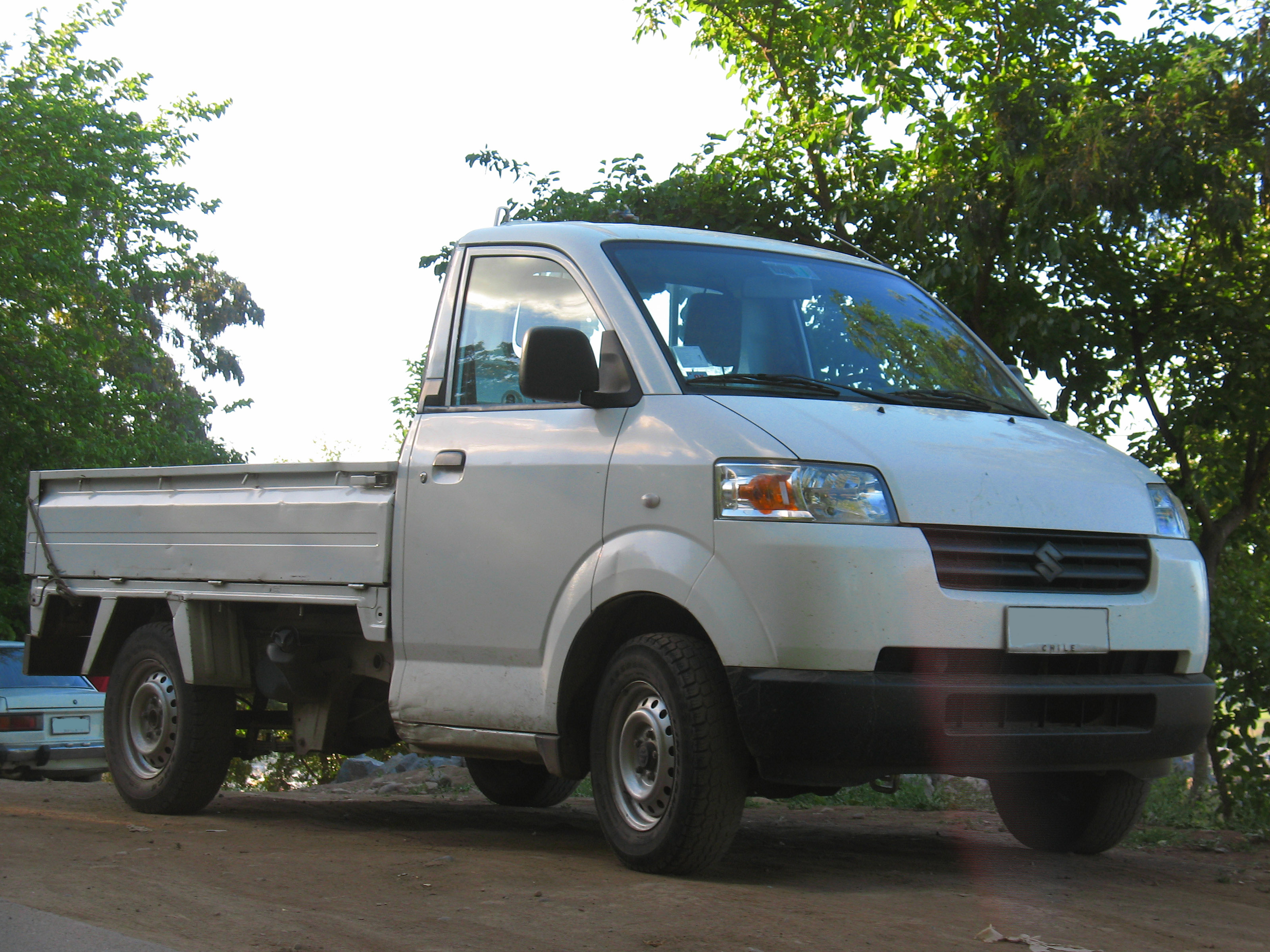
卡車型
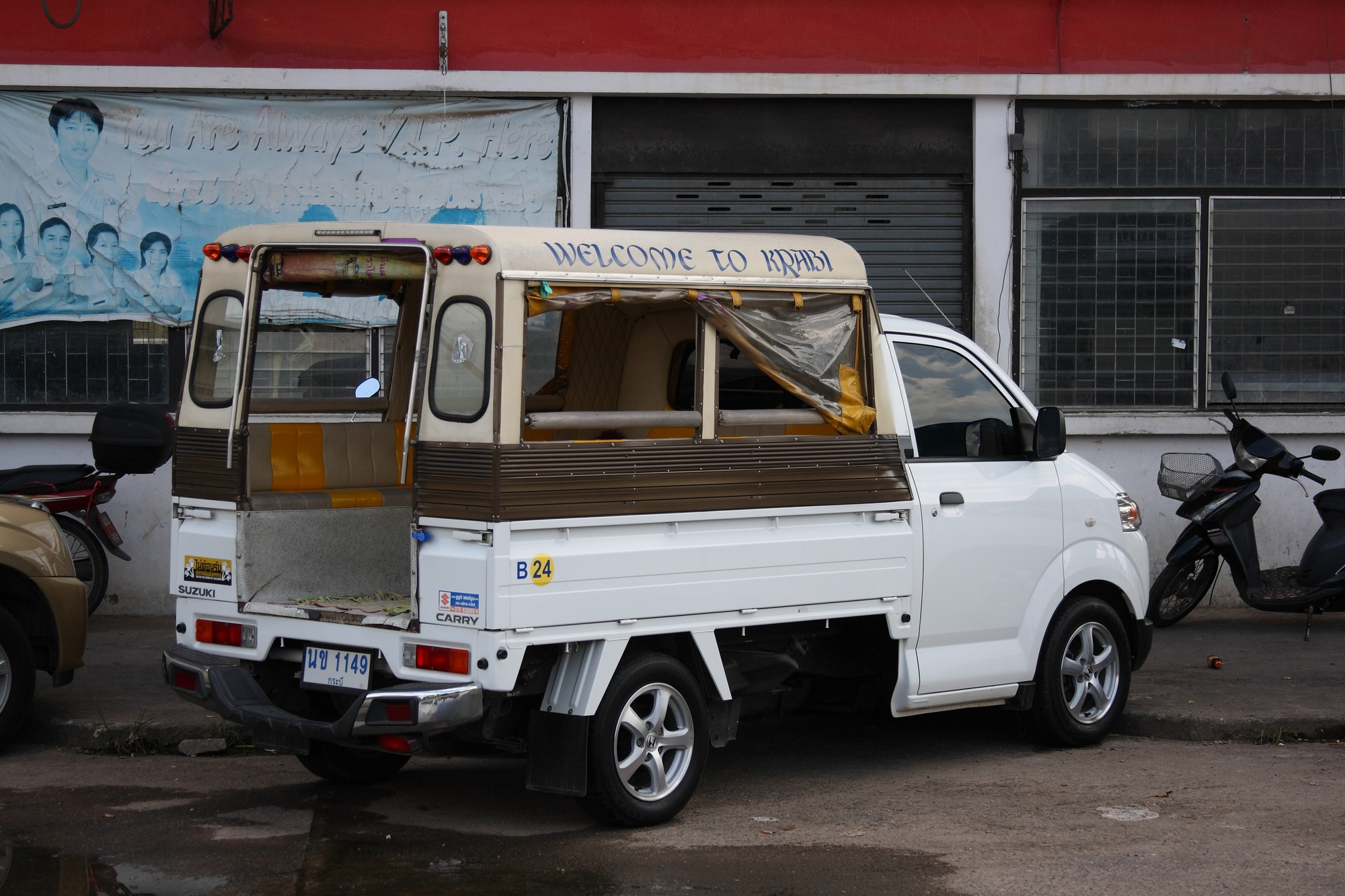
卡車型

## 內部連結
- 鈴木Every
- 鈴木Carry

## 外部連結
- （英文）全球官方網站 （页面存档备份，存于）